# Angelo Colombo
Ne doit pas être confondu avec Angelo Martino Colombo.
Pour les articles homonymes, voir Colombo (homonymie).
Angelo Colombo, né le 24 février 1961 à Mezzago, est un footballeur italien évoluant au poste de milieu de terrain.

## Biographie
Sa carrière professionnelle a lieu de 1979 à 1995 et il l'accomplit dans son pays natal hormis lors des trois dernières années où il évolue en Australie dans le club des Marconi Stallions. 
Son premier club est le Calcio Monza avec lequel il dispute quatre saisons en 2e division ainsi qu'une en 3e division. En 1984-1985, il intègre l'effectif de l'US Avellino et découvre ainsi la 1re division puis il quitte le club dès la saison suivante pour rejoindre l'Udinese Calcio.
Après deux saisons passées dans le Frioul, Angelo Colombo est transféré à au Milan AC où il passe d'un palmarès vierge à un palmarès plus prestigieux avec notamment deux Coupe d'Europe des clubs champions. Il rejoint l'AS Bari de 1990 à 1992 puis va terminer sa carrière dans un club australien : le Marconi Stallions.

## Palmarès
| Compétitions internationales                                        | Compétitions nationales |
| - Coupe d'Europe des clubs champions (2) - Vainqueur : 1989 et 1990 | - Championnat d'Italie (1) - Champion : 1988 - Vice-champion : 1990 - Supercoupe d'Italie (1) - Vainqueur : 1988 - Championnat d'Italie D3 - Vice-champion : 1982 (groupe A) |